# 黄光山玄德古寺
黄光山玄德古寺，位于中华人民共和国广东省揭阳市惠来县溪西镇，为惠来县的一个县级文物保护单位，类型为古建筑，公布时间为1985年2月。
黄光山玄德古寺的历史年代为宋代。